# Лебяжье (Красноуфимский округ)
Лебяжье — деревня в Красноуфимском округе Свердловской области. Входит в состав Чатлыковского сельского совета.

## География
Населённый пункт расположен у истока реки Чатлык в 22 километрах на север от административного центра округа — города Красноуфимск.

### Часовой пояс
Лебяжье как и вся Свердловская область, находится в часовой зоне МСК+2. Смещение применяемого времени относительно UTC составляет +5:00.

## Население
| 2002 | 2010 | 2021 |
| ---- | ---- | ---- |
| 43   | ↘40  | ↘19  |

## Улицы
В деревне расположено всего две улицы: Зелёная и Набережная.